# Лонгобукко
Лонгобукко (італ. Longobucco, сиц. Lunguvuccu) — муніципалітет в Італії, у регіоні Калабрія, провінція Козенца.
Лонгобукко розташоване на відстані близько 450 км на південний схід від Риму, 65 км на північ від Катандзаро, 36 км на північний схід від Козенци.
Населення — 3250 осіб (2014).
Щорічний фестиваль відбувається 4 серпня. Покровитель — San Domenico.

## Демографія
Населення за роками:

Станом на 1 січня 2023 року в муніципалітеті офіційно проживали 32 іноземці з 9 країн, серед них 24 громадяни країн Євросоюзу та 2 громадяни України.

## Сусідні муніципалітети
- Акрі
- Боккільєро
- Каловето
- Челіко
- Корильяно-Калабро
- Кропалаті
- Палуді
- П'єтрапаола
- Россано-Калабро
- Сан-Джованні-ін-Фйоре
- Спеццано-делла-Сіла
- Спеццано-Пікколо